# أدب صيني
الأدب الصيني، من أشهر وأعرق الآداب في العالم. وقد قدّم الكُتّاب الصينيون أعمالاً مهمة على مدى 3000 عام تقريبًا.
لم يعد الصينيون الأدب شكلاً فنيًا منفصلاً عبر معظم التاريخ الصيني، حيث كانوا يتوقعون من كل المثقفين أن يكتبوا بأسلوب رشيق منمّق بغض النظر عن الموضوع. فقد تناول كثير من روائع الأدب الصيني موضوعات يعدُّها بعض الكُتّاب الأوروبيين موضوعات غير أدبية. وتشتمل هذه الموضوعات على التاريخ والفلسفة والسياسة والدين والعلوم.
كانت الخدمة الحكومية تحظى بقدر كبير من الاحترام في الصين حتى بداية القرن العشرين. ولفترة تزيد على الألف عام كان الأفراد يتقلدون وظائف حكومية بعد اجتيازهم لامتحان يختبر قدرتهم على نظم الشعر وكتابة النثر. ولذا فإن معظم الكُتّاب الكبار في الفترة التي سبقت القرن العشرين كانوا موظفين حكوميين؛ لأن معظمهم قد عُيِّنوا في وظائفهم نظرًا لمهارتهم الأدبية.
تعطي معظم الأعمال الصينية دروسًا أخلاقية أو تعبّر عن فلسفة سياسية. وتبدو هذه الموضوعات بوضوح في كتابات الكونفوشيين. الكونفوشية فلسفة أسسها كونفوشيوس الذي عاش في الفترة ما بين عامي 551 و 479 ق.م. ساد هذا المذهب الصين حتى القرن العشرين. كذلك كان يعتنق عدد كبير من الكُتَّاب (البوذية أو الطاوية)، حيث كانت البوذية إحدى الديانات والفلسفات المهمة. وكان البوذيون والطاويون أقل اهتمامًا من الكونفوشيين بمسألتي الأخلاق والسياسة، بيد أنهم استخدموا الأدب ليعبّروا عن أفكار دينية وفلسفية.
حقق الأدب الصيني خلال القرن العشرين، انفصامًا كبيرًا عن ماضيه. وقد عُزي هذا الانفصام جزئيًا إلى أثر الثقافة الغربية على الكُتّاب الصينيين. ولكن سيطرة الحزب الشيوعي الصيني على مقاليد الأمور في الصين كان له الأثر الأكبر، فقد طالب الشيوعيون ـ منذ استلامهم السلطة ـ الكتّاب الصينيين بالتركيز على المُثل الشيوعية.

## الأدب الصيني القديم

### البدايات
من بواكير الأعمال الأدبية الصينية المجموعة التي تضم ثلاثمائة قصيدة وكانت تُعرف باسم كتاب الأغاني. ويرجع تاريخ أقدم هذه القصائد إلى القرن الحادي عشر قبل الميلاد. قد تكون بعض هذه القصائد بدأت بوصفها أغاني الزراعة والحب والحرب، بينما كان بعضها الآخر يُنْشَد في مناسبات الزفاف والقرابين الدينية. ومن أقدم أعمال النثر الصيني كتابات تاريخية تعرف باسم كتاب الوثائق. ويتكوّن هذا الكتاب بصورة أساسية من خطب ظُنّ أنها للحكام الصينيين الأوائل. وربما كانت هذه الخطب على أية حال أقاصيص كُتبت في عهد حكم أسرة تشو فيما بين عامي 1122 و 256 ق.م ).
يُشكّل كتاب الأغاني وكتاب الوثائق بالإضافة إلى ثلاثة كتب أخرى ما يُعرف بـ الكلاسيكيات الخمس التي تشكّل أساس الكونفوشية. وقد كان الكونفوشيون يعدّون هذه الكتب نموذجًا للامتياز الأدبي. فقد كانوا يتلونها بوصفها أيضًا أعمالاً تضم الحكمة الأخلاقية، حيث كانت تؤكد على المثاليات الكونفوشية في الواجب والاعتدال والسلوك القويم والخدمة العامة.
ربما نشأت الديانة الطاوية في القرن الرابع قبل الميلاد كرد فعل ضد الكونفوشية إلى حد ما. خلافًا للكونفوشيين، كان الطاويون يعتقدون أن على الناس أن يتفادوا الالتزامات الاجتماعية ويعيشوا حياة مبسطة وأقرب إلى الطبيعة. وقد أثرت هذه الأفكار كثيرًا على الشعراء، حيث تغنوا بجمال الطبيعة. ونتج عن الفلسفة الطاوية رائعتان من الروائع الأدبية: الأولى وهي كتاب نموذج الطريق والفضيلة كتبه في الغالب لاوزي، مؤسس الطاوية. أما الثاني المعروف باسم زوانجتزي فينسب إلى الفيلسوف زوانجتزي.

### الشعر
عاش الشعراء الصينيون الأربعة الكبار، على أرجح الأقوال، في عهد أسرة تانغ (618 - 907). وهم حسب تواريخ ميلادهم: وانج وي؛ لي بو، دو فو، بوجويي.
كتب وانج رباعيات تصف بعض المناظر الطبيعية. وتوضح أعماله التي تؤكد على الهدوء والتأمل تأثره بالبوذية.
أما لي بو فقد كتب قصائد خيالية عن أحلامه ونزواته وحبه للشرب. وبخلاف معظم الشعراء في عصره كتب لي بو على منوال القصائد القصصية الصينية القديمة.
يعدّ الكثير من النقاد دو فو أشهر شعراء الصين، حيث تفوق على كل شعراء أسرة تانغ الآخرين في أسلوبه واختيار موضوعاته. وقد عبّر في بعض قصائده الأولى عن إحباطه لسقوطه في امتحان دخول الخدمة الحكومية. وقد ألهمته الثورة الدموية التي نشبت بين عامي 755 و757 كتابة قصائد يدين فيها الاستهتار الذي رآه أثناء الحرب. وفي قصائده الأخيرة أبرز استخدامًا ذكيًا للغة مُطَوِّرًا بذلك أسلوبًا أثّر على الشعراء الصينيين لعدة قرون.
أما بو جوبي فقد كتب قصائد ساخرة بأسلوب قصصي. وقد عارض كثيرًا من السياسات الحكومية في عصره.

### المسرحيات والقصص
تطوّرت بوصفها أشكالاً للأدب الصيني في القرن الثالث عشر. وتشبه المسرحيات الصينية الأوبرا الأوروبية، حيث تجمع بين الغناء والرقص مع الحوار. وأكثر المسرحيات الصينية شهرة هي: الغرفة الغربية التي كتبها وانج شيفو وظلم تاوا التي كتبها غوان هانكنج. وقد كُتبِت المسرحيتان في القرن الثالث عشر. ويعد تانج زيانزو أشهر كاتب مسرحي صيني. وأكثر مسرحياته شهرة هي مسرحية سرداب الباوانيا كتبت في القرن السابع عشر.
وقد أعاد كتاب محترفون مجهولون كتابة الحكايات التاريخية التقليدية وصاغوها في قالب قصصي معقد يماثل القصص التي كتبها المؤلفون الغربيون. وقد نسبت رواية رومانسية الممالك الثلاث التي كتبها كاتب مجهول، إلى لو جوانز هونج، وهي تصف النزاع على السلطة بين ثلاث دول متنافسة في أواخر القرن الثاني وأوائل القرن الثالث. أما رواية احتياطي الماء المعروفة أيضًا باسم كل الرجال إخوة فقد أسندت ـ ربما خطأ ـ إلى لو جوانز هونج وشي ناين. وتحكي الرواية عن عصابة خارجة على القانون ربما عاشت في القرن الثاني عشر.
وفي لقرن السادس عشر ظهرت رواية هزلية عظيمة عرفت باسم الرحلة إلى الغرب. وتُنسب هذه الرواية التي يُطلق عليها في الغرب اسم القرد إلى ووشينج آن. تصف الرواية زيارة أحد الرهبان البوذيين إلى الهند في القرن السابع الميلادي. وقد قام كاتب مجهول أيضًا، في القرن السادس عشر بكتابة رواية زهرة اللوتس الذهبية وهي رواية شهيرة تتناول الفساد الأخلاقي. وتعد رواية حلم الغرفة الحمراء، والتي تعرف باسم قصة الحجر أفضل الروايات الصينية. وقد كتبها كاوزوكين في القرن الثامن عشر. وهي تتتبع تطور انهيار إحدى الأسر الأرستقراطية العريقة.

## الأدب الصيني الحديث
كانت الصين معزولة عن الغرب حتى القرن التاسع عشر. وقد شهد القرن التاسع عشر سفر كثير من المنصرين والتّجار الأوربيين إلى الصين، وانفتح الصينيون تدريجيًا على الثقافة الأوروبية. وبحلول القرن العشرين ظهر أثر الأدب الغربي على أعمال معظم الكتاب الصينيين. وكان أهم مُؤلف صيني في أوائل القرن العشرين هو لو شون الذي كتب قصصًا قصيرة ساخرة في النقد الاجتماعي.
تولى الشيوعيون الصينيون، بقيادة ماوتسي تونج زمام السلطة في الصين عام 1949، بعد حرب أهلية طويلة. وقد طالب الشيوعيون أن تكون الآداب جميعها في خدمة الدولة الجديدة. كما أمروا الكُتَّاب بإنتاج أعمال يسهل فهمها على الفلاحين والجنود والعمال، وكان لزامًا أن تمثل الطبقة أبطال الأعمال الأدبية.
وخلال الثورة الثقافية (1966-76)، جرى اضطهاد كل المثقفين في الصين. وكانت أهم الإصدارات الرئيسية في ذلك العهد قد كتبها العمال والفلاحون غير المؤهلين. وفي عام 1976 بدأت الحكومة تسمح بمزيد من الحريات الفنية. سيطرت الموضوعات السياسية والاجتماعية في هذه الفترة على كل الأعمال المنشورة وتجرأ بعض الكتاب على كتابة أعمال تنتقد الحكومة. وتضم قائمة الكتاب المهمين: ليوبينيان وزانج جي.
وفي عام 1989 قاد طلاب الجامعات الصينية وبعض المواطنين المظاهرات في ميدان تيانانمن في بكين، مطالبين بمزيد من الديمقراطية. ومنذ بداية المظاهرات، اعتقلت الحكومة الصينية كبار الكتاب الذين أبدوا تعاطفًا مع الحركة الديمقراطية. وحاليًا تمنع الحكومة الكتّاب من نشر أي عمل ينتقد الحكومة. ويتمّتع الكُتّاب الصينيون الذين يعيشون في تايوان وهونغ كونغ وسنغافورة والولايات المتحدة بحرية فنية أكثر. ونذكر من هؤلاء الشاعرين يانج مو، يو كوانج شونج والروائيين شين جو ـ سي وباي هسين ـ يونج.

## اقرأ أيضاً
- جين بينغ ماي